# Abbaye Airport
Abbaye Airport är en flygplats utanför staden Boghé i Mauretanien.   Den ligger i regionen Brakna, i den sydvästra delen av landet, 250 km sydost om huvudstaden Nouakchott. Abbaye Airport ligger 18 meter över havet.
Terrängen runt Abbaye Airport är mycket platt. Runt Abbaye Airport är det ganska glesbefolkat, med 40 invånare per kvadratkilometer. Trakten runt Abbaye Airport består i huvudsak av gräsmarker.